# هومر تايلور
هومر تايلور (بالإنجليزية: Homer Taylor)‏ هو نبال أمريكي، ولد في 19 أغسطس 1851 في ليدين في الولايات المتحدة، وتوفي في 7 يناير 1933 في غرينفيلد في الولايات المتحدة.

## وصلات خارجية
- هومر تايلور على موقع أوليمبيديا (الإنجليزية)